# Carrascosilla
Carrascosilla es una localidad española, hoy día despoblada, perteneciente al municipio conquense de Huete, en la comunidad autónoma de Castilla-La Mancha.

## Geografía
Está situado entre el municipio de Huete y Saceda del Río, las localidades más cercanas, y la cruza el arroyo Onorio. Junto a la aldea existe un manantial que abastece a la única fuente del pueblo, y esta al ganado ovino.
Se encuentra a 10 km por carretera y a 5 km por camino de la capital municipal. Sirve como lugar de almacenamiento del cereal y de maquinaria agrícola. Con una superficie muy pequeña, predominan las casas en ruinas y las ovejas naves agrícolas.

## Historia
Siempre fue una pequeña aldea dependiente de Huete, a cuyo término municipal quedó anexionado a mediados del siglo XIX. En los años 1960 sus habitantes abandonaron la localidad para trasladarse a Huete y a pueblos cercanos debido a la falta de suministro eléctrico y de comodidades.
A mediados del siglo XIX, el lugar contaba con una población censada de 84 habitantes. La localidad, por entonces con ayuntamiento propio, aparece descrita en el quinto volumen del Diccionario geográfico-estadístico-histórico de España y sus posesiones de Ultramar de Pascual Madoz de la siguiente manera:

CARRASCOSILLA: v. con ayunt. en la prov. y dióc. de Cuenca (7 leg.), part. jud. de Huete (1), aud. terr. de Albacete (23), c. g. de Castilla la Nueva (Madrid 18): sit. sobre piedra de yeso ó sulfato de cal, en un espacio de 60 pies cuadrados poco mas ó menos, y le dominan unos pequeños cerros: el clima es bastante frio y sano, y los vientos que mas reinan los del N. y E. Tiene 14 casas de mala distribucion; una igl. (la Asunción), aneja de Villar de la Encina, y una ermita casi arruinada á 300 pasos E. de la pobl., y á 600 entre E. y S. un pozo de buen agua para el surtido del vecindario. Confina el térm. N. con el de Peraleja (1/2 leg.); E. Bonilla (1); S. Verdelpino de Huete (1), y O. Moncalvillo (1): el terreno participa de monte y llano; tiene un montecito hacia la parte N. é inmediato á la pobl. poblado de mata baja, de roble y carrasca, y la atraviesa un arroyo que tiene su origen á 1/4 de leg. Los caminos dirigen á los pueblos inmediatos y se hallan en malísimo estado. La correspondencia se recibe cada ocho dias de la adm. de Tarancon, por la balija de Huete. prod.: algún cáñamo, patatas, judias y trigo comun; hay cria de ganado lanar; caza de liebres, conejos y perdices. ind.: la agricultura y ganadería. pobl.: 21 vec., 84 alm. cap. prod.: 294,680 rs. imp.: 14,734; importe de los consumos 772 rs. y 10 mrs. El presupuesto municipal asciende á 1,200 rs., y se cubre con arbitrios del pueblo y fincas de propios.
(Madoz, 1846, p. 613)

Actualmente, el pueblo posee unas 20 viviendas, de las cuales, la grandísima mayoría están en ruina total o parcial. Las edificaciones no han sabido sobrellevar el paso del tiempo.